# Misija izvršena (Naruto epizoda)
Misija izvršena je epizoda animea Naruto Shippuden. Ovo je 6. epizoda 1. sezone.

## Radnja
Bomba eksplodira iznad sela Sunagakure, no kada se dim izazvan eksplozijom povukao, ispostavilo se je da je Gaara u zadnji čas uspio zaštititi selo navukavši debeli sloj pustinjskog pijeska preko njega. Seljani su ostali zapanjeni barijerom te su počeli navijati za Gaaru. Deidara, međutim, nije bio toliko iznenađen spašavanjem sela već daje zapovijed eksplodiranja gline; u tom trenutku, Gaara primjećuje glinenu pticu nadomak njegova otvora na pješčanoj čahuri, koja neposredno nakon toga eksplodira. 
Nakon što se dim razrijedio, otkrio je cjelovitu čahuru sa sigurnim Gaarom u njoj. Seljani su počeli klicati u čast Gaarinoj neuništivoj obrani, no Deidara se podmuklo nasmiješio. Gaara, zaštićen svojom čahurom, osjeti nešto u njoj. Polako, ali sigurno, u unutrašnjost njegove čahure počele su se probijati glinene krtice, što je Gaaru veoma iznenadilo. U očima seljana, čahura se napuhne i začuje se prigušeni prasak.
Deidara zatim prizna kako je njegov prvotni plan bio odvratiti Gaari pozornost na spašavanje sela, kako bi mu neopaženo mogao poslati malu glinenu pticu. Također priznaje kako više nema zaliha gline.Misleći da je Gaara onesposobljen, Deidara se približi Gaarinoj pješčanoj čahuri koja se već polagano raspadala, no uzmiče nakon Gaarina pokreta rukom i mogućeg pješčanog napada. Gaara, međutim, svoju zadnju zalihu chakre preusmjerava na ogromnu barijeru pijeska iznad sela te ulaže sve napore kako bi je maknuo s njega u namjeri da ga spasi. Deidara na taj čin komentira kako je tipično za Kage da svoje zadnje napore uvijek ulaže u to da spasi svoje vlastito selo.
Videći da ih Gaara pokušava spasiti, ninje sela odlučuju mu pribaviti vremena za odmicanje barijere te otvaraju paljbu na Deidaru. Iako su počeli bacati i kunaije s eksplozivnim ceduljama, Deidara im se svima izmaknuo. Gaara uspijeva odmaknuti barijeru i otpustiti je u pustinji te zatim pada u nesvjest. Deidara prilazi onesviještenom Gaari koji pada prema selu, te ga njegova glinena ptica hvata i zarobljava svojim repom. Deidara kreće prema izlazu sela, ostavljajući stanovnike sela Sunagakure prestravljenim. 
Za vijeme sveg tog događanja, Naruto večera s Irukom u Ichirakovom ramen baru. Naruto je razočaran time što je jedini od svih, koji su njegova godišta, koji nije Chunin kategorije, na što ga Iruka razvedri govoreći o njegovom uspjehu u Jiraiyinom treningu i sposobnostima većim od svoje sadašnje kategorije.Naruto mu tada, opet pun nade, opet priznaje svoje snove o tome kako će jednog dana postati Hokage, ali i prestići Gaaru.